# Bachoco
Bachoco est une entreprise de l'industrie agroalimentaire basée au Mexique. Elle est active dans le secteur de la transformation de volaille, et dans une moindre mesure dans l'achat, le conditionnement et la vente d'œufs.
 (août 2023).
Si vous disposez d'ouvrages ou d'articles de référence ou si vous connaissez des sites web de qualité traitant du thème abordé ici, merci de compléter l'article en donnant les références utiles à sa vérifiabilité et en les liant à la section « Notes et références ».
1. ↑  Répertoire mondial des LEI (base de données en ligne), consulté le 17 septembre 2024.